# 青山剛
青山 剛（あおやま たけし、1977年（昭和52年）12月10日 - ）は、日本の政治家・工学者。室蘭市長（4期）。元室蘭市議会議員（2期）。

## 経歴

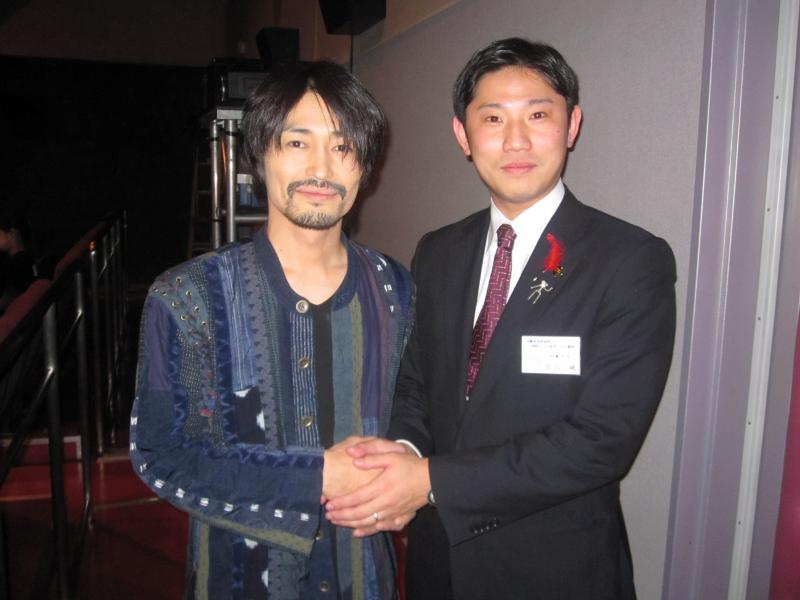
2011年11月、青山（右）と俳優の安田顕（左）。

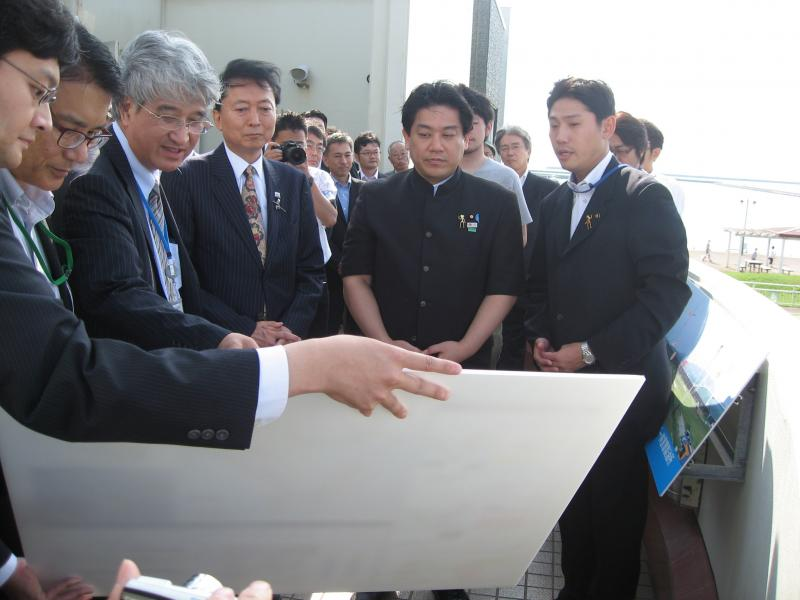
2012年8月、元内閣総理大臣の鳩山由紀夫、国土交通大臣の羽田雄一郎らと。

北海道札幌市手稲区出身。札幌市立稲積中学校、札幌光星高等学校、室蘭工業大学工学部卒業。室蘭工業大学大学院工学研究科修士課程修了。2002年（平成14年）、室蘭工業大学工学部助手、日本工学院北海道専門学校非常勤講師（都市計画を担当）。
2003年（平成15年）、室蘭工業大学を退職。同年4月27日執行の室蘭市議会議員選挙に無所属で出馬し、初当選（4,262票でトップ当選）。2007年（平成19年）、室蘭市議会議員当選2期目（3,609票でトップ当選）。2010年（平成22年）3月、室蘭工業大学にて博士（工学）取得。
2011年（平成23年）3月、市議を辞職し、同年4月24日執行の室蘭市長選挙に無所属で出馬。前室蘭市経済部長の佐藤博を429票差で破り初当選（青山：24,800票、佐藤：24,371票）。同年5月1日、市長に就任。2015年4月、同市長に再選。2019年4月の市長選では市職員労働組合執行部が青山を推薦しない方針としたものの、23,052票を獲得し、対立候補（川畑悟:18,353票）を破って3選した。2023年4月の市長選では、36年ぶりの三つどもえの選挙となり、15,622票を獲得し対立候補（小田中稔:12,733票、川畑悟:6,303票）を破って４選した。

## 主要論文
- 大坂谷吉行、櫨山知花と共同執筆『室蘭市における産業観光の可能性』（日本建築学会技術報告集 15号, 2002年）
- 『室蘭市における水素エネルギー社会への実践 (特集 水素エネルギー社会実現への各地域の挑戦)』（水素エネルギーシステム 34巻3号, 2009年）

などがある。